# Eicherax culiciformis
Eicherax culiciformis är en tvåvingeart som först beskrevs av Walker 1855.  Eicherax culiciformis ingår i släktet Eicherax och familjen rovflugor. Inga underarter finns listade i Catalogue of Life.